# Daylami
Daylami (1994-2023) est un cheval de course pur-sang. Faisant carrière sous la casaque de l'écurie Aga Khan puis celle de Godolphin, il est élu cheval de l'année en Europe (1999).

## Carrière de courses

Casaque de l'Aga Khan

Appartenant à l'Aga Khan, entrainé par Alain de Royer-Dupré et monté par Gérald Mossé, Daylami fait partie à 2 ans des meilleurs éléments de sa génération, s'octroyant en fin d'année le premier accessit du Critérium de Saint-Cloud. Vainqueur pour sa rentrée à 3 ans dans le Prix de Fontainebleau, il franchit un palier en s'adjugeant la Poule d'Essai des Poulains. En revanche, durant le meeting d'Ascot, il ne peut faire mieux que 3e des St. James's Palace Stakes, mais confirme toutefois sa régularité au plus haut niveau sur le mile face aux chevaux d'âge dans le Prix Jacques Le Marois (2e) et le Prix du Moulin de Longchamp (3e).
En 1998, Daylami est acheté à prix d'or par l'Ecurie Godolphin, et confié à l'entraînement de Saeed Bin Suroor et à la monte de Lanfranco Dettori. S'attaquant au programme des chevaux d'âge, il quitte le mile pour se porter sur les distances intermédiaires. Avec réussite, puisqu'il remporte la Tattersalls Gold Cup (alors groupe 2), se classe 3e des Prince of Wales's Stakes (également groupe 2 à l'époque) puis remporte son premier groupe 1 de l'année dans les Eclipse Stakes. Durant l'été, son entourage tente de le rallonger dans les King George, expérience encourageante puisque le cheval termine bien à la 4e place pour ce premier essai sur 2 400 mètres. De retour sur 2 000 mètres en septembre dans les Champion Stakes, il prend la troisième place. Entre-temps, il s'en est allé quérir un autre succès de prestige aux États-Unis, dans les Man O'War Stakes.

Casaque de Godolphin

Daylami reste à l'entraînement à 5 ans et, semblant toujours en progrès, réalise en 1999 sa plus belle année. Il commence pourtant sa saison par un demi-échec dans la Dubai World Cup, où il ne peut faire mieux que 5e. Mais après une seconde place dans la Tattersalls Gold Cup (à présent classé groupe 1), il enchaîne les performances avec une constance exceptionnelle. Désormais à l'aise sur 2 400 mètres, il remporte en juin la Coronation Cup, puis les King George. À l'automne, il revient sur 2 000 mètres le temps de vaincre dans les Irish Champion Stakes, puis tente de couronner sa carrière dans le Prix de l'Arc de triomphe. Mais, défavorisé par l'alourdissement de la piste, il échoue complètement dans l'épreuve reine gagnée cette année par un Montjeu de toute façon intouchable. Daylami se rachète de cette déconvenue quelques semaines plus tard par une victoire dans la Breeders' Cup Turf, qui lui assure une sortie par la grande porte et permet à ses propriétaires de recevoir une prime d'un million de dollars au titre de premier lauréat des World Series Racing Championship, un challenge international compilant les résultats de neufs courses majeures sur les distances intermédiaires,. Daylami reçoit le titre de cheval de l'année en Europe (devant Montjeu), ainsi que celui de meilleur cheval d'âge européen et de cheval de l'année sur gazon aux États-Unis, et termine deuxième à l'élection du cheval de l'année aux États-Unis (derrière Charismatic). Par ailleurs, il se classe en tête des classifications internationales, à égalité avec Montjeu, avec un rating de 135.
Au total, Daylami aura remporté la bagatelle de sept groupe 1 de 3 à 5 ans, 1 600 à 2 400 mètres, qui lui ont permis de se constituer un palmarès d'exception, auquel manque cependant la couronne de l'Arc. Timeform le consacre toutefois en lui décernant un rating exceptionnel de 138, l'un des plus hauts de l'histoire, quand son petit frère, Dalakhani, lauréat de l'Arc, n'obtiendra "que" 133.

### Résumé de carrière
| Date         | Hippodrome      | Pays        | Course                                  | Statut      | Distance    | Jockey       | Place       | Écart       | Vainqueur ou deuxième |
| 1996, 2 ans  | 1996, 2 ans     | 1996, 2 ans | 1996, 2 ans                             | 1996, 2 ans | 1996, 2 ans | 1996, 2 ans  | 1996, 2 ans | 1996, 2 ans | 1996, 2 ans           |
| ------------ | --------------- | ----------- | --------------------------------------- | ----------- | ----------- | ------------ | ----------- | ----------- | --------------------- |
| 19 septembre | Longchamp       | France      | Prix de la Cascade                      | Maiden      | 1 600 m     | G. Mossé     | 1er / 9     | 1 ½         | Rate Cut              |
| 7 octobre    | Évry            | France      | Prix Herod                              | Listed      | 1 600 m     | G. Mossé     | 1er / 6     | 2           | Bartex                |
| 2 novembre   | Saint-Cloud     | France      | Critérium de Saint-Cloud                | Gr. 1       | 2 000 m     | G. Mossé     | 2e / 10     | 3/4         | Shaka                 |
| 1997, 3 ans  |                 |             |                                         |             |             |              |             |             |                       |
| 20 avril     | Longchamp       | France      | Prix de Fontainebleau                   | Gr. 3       | 1 600 m     | G. Mossé     | 1er / 6     | 2           | Loup Solitaire        |
| 11 mai       | Longchamp       | France      | Poule d'Essai des Poulains              | Gr. 1       | 1 600 m     | G. Mossé     | 1er / 6     | 2           | Loup Solitaire        |
| 17 juin      | Ascot           | Royaume-Uni | St. James's Palace Stakes               | Gr. 1       | 1 600 m     | G. Mossé     | 3e / 8      | 5           | Starborough           |
| 17 août      | Deauville       | France      | Prix Jacques Le Marois                  | Gr. 1       | 1 600 m     | G. Mossé     | 2e / 6      | 2           | Spinning World        |
| 7 septembre  | Longchamp       | France      | Prix du Moulin de Longchamp             | Gr. 1       | 1 600 m     | G. Mossé     | 3e / 9      | 3 ½         | Spinning World        |
| 1998, 4 ans  |                 |             |                                         |             |             |              |             |             |                       |
| 24 mai       | Curragh         | Irlande     | Tattersalls Gold Cup                    | Gr. 2       | 2 100 m     | L. Dettori   | 1er / 5     | 1 ½         | Stage Affair          |
| 16 juin      | Ascot           | Royaume-Uni | Prince of Wales's Stakes                | Gr. 2       | 2 000 m     | L. Dettori   | 3e / 7      | 1/2         | Faithful Son          |
| 4 juillet    | Sandown Park    | Royaume-Uni | Eclipse Stakes                          | Gr. 1       | 2 000 m     | L. Dettori   | 1er / 7     | 1/2         | Faithful Son          |
| 25 juillet   | Ascot           | Royaume-Uni | King George VI & Queen Elizabeth II St. | Gr. 1       | 2 400 m     | M. Kinane    | 4e / 8      | 3           | Swain                 |
| 12 septembre | Belmont Park    | États-Unis  | Man O'War Stakes                        | Gr. 1       | 2 200 m     | J. Bailey    | 1er / 9     | 1 ¼         | Buck's Boy            |
| 17 octobre   | Ascot           | Royaume-Uni | Champion Stakes                         | Gr. 1       | 2 000 m     | L. Dettori   | 3e / 10     | 2 ¼         | Alborada              |
| 1999, 5 ans  |                 |             |                                         |             |             |              |             |             |                       |
| 28 mars      | Nad Al Sheba    | Dubaï       | Dubai World Cup                         | Gr. 1       | 2 000 m     | J. Velazquez | 5e / 8      | 4 ¼         | Almutawakel           |
| 23 mai       | Curragh         | Irlande     | Tattersalls Gold Cup                    | Gr. 1       | 2 100 m     | L. Dettori   | 2e / 6      | 2 ½         | Shiva                 |
| 4 juin       | Epsom           | Royaume-Uni | Coronation Cup                          | Gr. 1       | 2 400 m     | L. Dettori   | 1er / 7     | 3/4         | Royal Anthem          |
| 24 juillet   | Ascot           | Royaume-Uni | King George VI & Queen Elizabeth II St. | Gr. 1       | 2 400 m     | L. Dettori   | 1er / 8     | 5           | Nedawi                |
| 11 septembre | Leopardstown    | Irlande     | Irish Champion Stakes                   | Gr. 1       | 2 000 m     | L. Dettori   | 1er / 9     | 9           | Dazzling Park         |
| 3 octobre    | Longchamp       | France      | Prix de l'Arc de Triomphe               | Gr. 1       | 2 400 m     | L. Dettori   | 9e / 14     | 24          | Montjeu               |
| 6 novembre   | Gulfstream Park | États-Unis  | Breeders' Cup Turf                      | Gr. 1       | 2 400 m     | R. Moore     | 1er/ 14     | 2 ½         | Royal Anthem          |

## Au haras
Au terme d'un deal entre Godolphin et l'Aga Khan, Daylami entame sa carrière d'étalon dans un haras irlandais de ce dernier, au tarif de 25 000 €. Il ne tarde pas à se mettre en évidence par l'intermédiaire de son fils Grey Swallow, vainqueur de l'Irish Derby et de la Tattersalls Gold Cup, 3e des 2000 Guinées et du Manhattan Handicap. Mais à part ce champion, Daylami peine à s'affirmer au stud et son propriétaire décide de l'installer en France pour une saison, puis de le vendre Afrique du Sud en 2006. Il est depuis revenu en Irlande, où il fait la monte pour 5 000 €. Il meurt le 5 avril 2023, à 29 ans.

## Origines
Daylami est un pur produit de l'élevage Aga Khan, né du croisement de deux de ses plus beaux fleurons : son père, Darshaan, est le plus fameux étalon de l'élevage et sa mère, Daltawa, en est l'une des plus remarquables matrones. Deuxième d'un Prix Pénélope (groupe 3), elle est la mère de :
- Dalakhani (Darshaan) : Prix de l'Arc de Triomphe, Prix du Jockey-Club, Prix Lupin, Critérium international, cheval de l'année en Europe (2003).
- Daymarti (Caerleon), placé dans le Prix Lupin et le Critérium de Saint-Cloud.
- Daltaiyma (Doyoun), mère de :
  - Daltaya (Anabaa) : Prix de la Grotte (Gr.3), 4e Poule d'Essai des Pouliches, mère de :
    - Dalkala (Giant's Causeway) : Prix de l'Opéra, Prix de Royallieu (Gr.2), 3e Prix Jean Romanet.
- Daltama (Indian Ridge), mère de :
  - Dolniya (Azamour) : Dubaï Sheema Classic, Prix de Malleret, 2e Coronation Cup, 3e Prix Vermeille, Grand Prix de Saint-Cloud, 5e Prix de l'Arc de Triomphe.

Cette souche est celle de la jument-base Zariba, acquise yearling en 1920 par Marcel Boussac, dont la mère St. Lucre n'est rien moins que la sœur utérine des Américains Friar Rock (lauréat des Belmont Stakes et cheval de l'année en 1916) et Fair Play, membre du Hall of Fame et grand reproducteur étalon, tête de liste des étalons (1920, 1924, 1927) et trois fois tête de liste des pères de mères (1931, 1934, 1938), et auteur du légendaire Man o'War. Zariba était l'une sinon la meilleure représentante de sa génération, lauréate des Prix Morny, de la Forêt, Jacques Le Marois et Maurice de Gheest, et 2e du Prix de Diane. Et s'est révélée une poulinière exceptionnelle, à l'origine d'une lignée encore bien vivante un siècle plus tard. Zariba est en effet la mère de :
- L’Espérance (1925, par Pommern) : Prix du Calvados, 3e Prix Maurice de Gheest. 4e Poule d'Essai des Pouliches. Mère de :
  - Sameya (1933, Tourbillon), quatrième mère de Kamicia (Criterium des Pouliches, Prix Vermeille)
  - Flower (1936, Pharos), aïeule maternelle de Talgo (Irish Derby), Fidalgo (Irish Derby), In The Wings (Coronation Cup, Breeders’ Cup Turf), High Rise (Derby), Pay the Butler (Japan Cup)... ou encore du grand étalon Dubawi.
  - Souryva (1930, Gainsborough), mère de :
    - Pharyva (1936, Pharos), mère de Galgala (Poule d'Essai des Pouliches) et Galcador (Derby), aïeule maternelle d'une grande famille allemande (celle de Lavirco, Laveron, Lady Marian et des grands étalons Lagunas et Lomitas) et de Pistolet Bleu (Grand Prix de Saint-Cloud)
    - Theano (1940, Tourbillon) : Prix Maurice de Gheest, aïeule maternelle de Anyte (Irish Oaks), Crepellana (Prix de Diane), Behera (Prix Saint-Alary) ou Laurens, championne aux six groupe 1. Sixième mère de Daylami et Dalakhani.
    - Duna (1946, Djebel), à l'origine d'une grande famille classique en Amérique du Sud.
- Goyescas (1928, Gainsborough) : Champion Stakes, Hardwicke Stakes, Prix d’Ispahan, 2e des 2000 Guinées et du Prix de l'Arc de Triomphe.
- Corrida (1932) : Prix Morny, Grand Critérium, Grand International d'Ostende, Prix du Président de la République, Grosser Preis von Reichshauptstadt, Prix de l'Arc de Triomphe
- Abjer (1933, Astérus) : Middle Park Stakes, mort après deux saisons de monte en ayant donné trois gagnants classiques (Caravelle, Nosca, Tifinar)
- Goya (1934, Tourbillon) : Gimcrack Stakes, St. James's Palace Stakes, Prix Ganay (deux fois), 2e des 2000 Guinées, et tête de liste des étalons en France en 1947 et 1948.

### Pedigree
| Origines de Daylami (IRE), mâle gris né en 1994 | Origines de Daylami (IRE), mâle gris né en 1994 | Origines de Daylami (IRE), mâle gris né en 1994 | Origines de Daylami (IRE), mâle gris né en 1994 |
| ----------------------------------------------- | ----------------------------------------------- | ----------------------------------------------- | ----------------------------------------------- |
| Père Doyoun                                     | Mill Reef                                       | Never Bend                                      | Nasrullah                                       |
| Père Doyoun                                     | Mill Reef                                       | Never Bend                                      | Lalun                                           |
| Père Doyoun                                     | Mill Reef                                       | Milan Mill                                      | Princequillo                                    |
| Père Doyoun                                     | Mill Reef                                       | Milan Mill                                      | Virginia Water                                  |
| Père Doyoun                                     | Dumka                                           | Kashmir II                                      | Tudor Melody                                    |
| Père Doyoun                                     | Dumka                                           | Kashmir II                                      | Queen of Speed                                  |
| Père Doyoun                                     | Dumka                                           | Faizebad                                        | Prince Taj                                      |
| Père Doyoun                                     | Dumka                                           | Faizebad                                        | Floralie                                        |
| Mère Daltawa                                    | Miswaki                                         | Mr. Prospector                                  | Raise a Native                                  |
| Mère Daltawa                                    | Miswaki                                         | Mr. Prospector                                  | Gold Digger                                     |
| Mère Daltawa                                    | Miswaki                                         | Hopespringseternal                              | Buckpasser                                      |
| Mère Daltawa                                    | Miswaki                                         | Hopespringseternal                              | Rose Bower                                      |
| Mère Daltawa                                    | Damana                                          | Crystal Palace                                  | Caro                                            |
| Mère Daltawa                                    | Damana                                          | Crystal Palace                                  | Hermieres                                       |
| Mère Daltawa                                    | Damana                                          | Denia                                           | Crepello                                        |
| Mère Daltawa                                    | Damana                                          | Denia                                           | Rose Ness (famille 9-e)                         |